# Mercurius BBC
Mercurius BBC is een basketbalclub, gevestigd in Berchem, een district van de Belgische stad Antwerpen. De club werd opgericht op 22 mei 1941 opgericht door François Alberty. De club speelt de meeste van haar wedstrijden in Sporthal 't Rooi.

## Geschiedenis[2]

### Periode 1941-1945: ontstaan
Op 22 mei 1941, tijdens de Tweede Wereldoorlog, richtte François Alberty de basketbalclub Berchem BC op. Hij deed dit na verschillende mislukte pogingen om zich aan te sluiten bij andere basketbalclubs in Antwerpen. Initieel werd de club de onderafdeling "Berchem" van Antwerpse B.C., maar in de eerste jaren groeide de onderafdeling Berchem naar de top van het Antwerpse basket en werd de rivaliteit zo groot dat ze niet meer op de velden van Antwerpse B.C. mochten spelen. De club, nu zelfstandig, belandde uiteindelijk aan het Lackborsbad in Deurne. De rivaliteit tussen beide ploegen bereikte een volgend hoogtepunt in 1944, toen zeven speelsters hun ontslag bij Antwerpse indienden om bij Berchem BC een damesploeg op te starten. In dat jaar eindigde Berchem BC 4e in het provinciaal klassement, Antwerpse 2e. Volgend jaar was er geen regelmatige competitie, vanwege een actie van de Belgische Basketbond om "pro-Duitschgezinde elementen uit onze middens te zuiveren ".

### Periode 1945-1955: Eerste Nationale
In 1945 werkte Berchem BC en korfbalclub Mercurius Hoboken samen en werd Berchem BC herdoopt tot Mercurius BBC. Ook de kleuren (paars en wit) werden van de Hobokense club overgenomen. De samenwerking kwam tot stand om meer inspraak te hebben in het gemeentebestuur. De fusieclub telde 500 leden. Na de oorlog kwam ook de jeugdwerking in heel Vlaanderen op gang, als gevolg van een enorme toename van het aantal actieve leden.
In 1947 werd er een nationale divisie met 10 ploegen opgericht, de Excellentie-afdeling genoemd, waaronder provinciekampioen Mercurius BBC. Van 1947 tot 2018 speelde er ononderbroken minstens één dames- of herenteam in de nationale of landelijke competities bij Mercurius. Geen enkele andere club deed Mercurius BBC dit ooit voor. De thuiswedstrijden van Mercurius werden gespeeld op het Schijnpoortwegplein, en later in het nieuw aangelegde Harmoniepark. In het eerste seizoen behaalde Mercurius slechts één overwinning en eindigde laatste. In het seizoen 1947-1948 promoveerde ook de damesploeg naar 1e nationale, hoewel ze het volgende seizoen weer degradeerde.
In 1950 organiseerde de Antwerpse Diamantbewerkersbond (ADB) een jubileumwedstrijd op Den Bosuil tussen Mercurius en Jessa Luik. Er werd een toeschouwersaantal van meer dan 10.000 genoteerd. Mercurius won de wedstrijd met 26-31.
Uiteindelijk degradeerde de ploeg na testwedstrijden naar de Ere-Afdeling (2e Nationale) in 1955. Het volgende seizoen verhuisden de activiteiten voorgoed naar Berchem: het Frans van Hombeeckplein werd de nieuwe thuisbasis van Mercurius. Volgend seizoen werd Mercurius BBC overtuigend kampioen met slechts drie verliespartijen en promoveerde ze terug naar de eerste afdeling. Volgend seizoen bracht echter niet veel goeds: een teleurstellend jaar bracht opnieuw de degradatie.

### Periode 1955-1974: teloorgang en heropstanding
De volgende negen jaar kon Mercurius BBC zich handhaven in de Ere-Afdeling. In deze periode was Mercurius ettelijke keren dicht bij de promotie, maar ook de degradatie. In het seizoen 1964-1965 diende de degradatie zich dan uiteindelijk aan en Mercurius zakte naar derde nationale. In 1968 huurde het bestuur een huis aan het Van Hombeeckplein, dat werd omgebouwd tot het clubhuis van Mercurius. Dit beïnvloedde het clubleven ten goede. In datzelfde jaar speelde Mercurius een oefenwedstrijd tegen Maccabi Tel Aviv BC, een grootmacht in Europa. Tot ieders verbazing, won Mercurius deze wedstrijd. Mercurius kreeg in 1968 ook een officieel statuut als vzw, met als eerste voorzitter René Leus. Desalniettemin mocht het sportief niet baten: het degradeerde naar 4e nationale en had nog maar 50 spelende leden.
Mercurius haalde twee jaar op rij de 2e plaats. Volgend jaar liepen de Mercurianen de promotie nipt mis, en haalden ze zelfs de kwartfinales van de beker van België. Tegelijkertijd zorgde de jeugdploegen voor een provinciale beker in de U18-categorie, en wonnen zij ook de beker van België voor de jeugd. In 1973 werd er verhuisd naar de zaal van het Koninklijk Atheneum van Berchem en werd de titel behaald. Volgend seizoen haalde deze jonge Mercurius-ploeg onverwachts de 3e plaats en handhaafde zichzelf zo in 3e afdeling. De wens om terug op te klimmen naar 1e Nationale werd steeds groter.

### Periode 1974-2006: handhaving en degradatie
De damesploeg, die heel de tijd overschaduwd werd door de heren, slaagde erin om in 1979 2e Nationale afdeling te bereiken, voor de herenploeg. Ze zouden echter in 1981 terug degraderen, om opnieuw te promoveren in 1985.
De heren kenden weinig succes: verschillende blessures en coachwissels voorkwamen verdere stijgingen. Uiteindelijk werd in 1982 een belangrijke stap gezet: na een uitoverwinning tegen het Boechoutse Oxaco verzekerden de Mercurianen zich van promotie. In hetzelfde seizoen won de U18-kadettenploeg de Beker van België jeugd. De herenploeg kon zich het volgend seizoen op de valreep handhaven in tweede afdeling. In datzelfde jaar behaalde de U21-juniorsploeg (die vorig jaar de Beker van België hadden gewonnen als kadetten) de nationale titel. Nadat geen enkele ploeg zich bereid verklaarde het tegen Mercurius op te nemen in de eindronde, wonnen ze de titel zonder ooit een wedstrijd te hoeven spelen in de eindronde.
De komende jaren was Mercurius vaste waarde in tweede nationale. In 1990 ging de raad van bestuur een samenwerking aan met RC Antwerp, die echter een jaar later eindigde in een financieel drama voor beide clubs. Tijdens het 50-jarig jubileum verkeerde Mercurius in chaos: een nieuw bestuur had de moeilijke taak de club te redden. Dit ging gepaard met een nieuwe degradatie naar derde afdeling.
Het Bosmanarrest in 1995 bracht slecht nieuws voor Mercurius: veel spelers van de eigen jeugd werden verleid door grote contracten van de kapitaalkrachtige clubs. Dit zorgde voor enige bloedarmoede in de rangen van Mercurius. Verschillende sportverenigingen gaven hierdoor de komende jaren de geest. Dit vertaalde zich in een degradatie naar de provinciale reeksen voor de herenploeg in 1999, maar die konden zich terug optrekken in 2000. De dames konden zich met moeite handhaven in 2e Nationale.
In 2005 overleed ook François Alberty, oprichter van Mercurius en tot aan zijn dood actief medewerker. In 2022 stierf ook zijn weduwe, Hendrika Dirix, op 108-jarige leeftijd.
Uiteindelijk brak de veer bij de herenploeg: de volgende seizoenen vielen ze terug tot 2e provinciale in 2005. De dames kenden meer succes en wonnen in 2005 de Beker van Vlaanderen en werden reekskampioen in 1e landelijke en mochten promoveren naar Top Division Women 1, maar besloten dit niet te doen. Het bestuur volgde hen hierin.

### 2006-heden: uitbreiding in de breedte
Vanaf 2006 verschoven de prioriteiten van het bestuur naar een uitbreiding in de breedte, in plaats van handhaving in nationale afdelingen. Het bestuur werd vergroot van vijf naar elf personen en het aantal jeugdploegen bleef maar groeien. De damesploeg wist de degradatie niet te ontwijken, omdat verschillende kernspeelsters met kinderwensen gemist moesten worden. De heren A speelden kampioen in eerste provinciale en wisten de provinciale beker te winnen. Ze kenden een kort verblijf in de landelijke afdeling en zakte daarna terug naar 2e provinciale. De dames volgden in 2018, toen coach Ronny Cobbaut er niet in slaagde de dames in 2e landelijke te handhaven. In 2017 fusioneerde de overgebleven jeugdwerking van Sint-Jan Basket met Mercurius en ging onder die laatste verder.
Ondertussen had Mercurius een jeugdcoördinator aangesteld om de jeugdwerking te professionaliseren. Dat werpt zijn vruchten af: drie jeugdploegen spelen in landelijke competitie, en het aantal jeugdspelers was nog nooit zo hoog. Vanaf 2006 nemen steeds meer jeugdploegen deel aan zowel de landelijke, provinciale, als gewestelijke competities. Op die manier wordt jeugdbasket op elk niveau beoefend. Verder werd de clubwerking efficiënter georganiseerd met behulp van een verenigingsmanager. Sinds 2018 telt Mercurius BBC meer dan 400 actieve leden en sinds 2022 zelfs 570: het hoogste aantal ooit.
In 2017 werd Erika Mackelberghe aangesteld als nieuwe voorzitter. Dit is de eerste vrouwelijke voorzitter van de club. In 2022 lanceerde de club het groeiplan 2027, waarin vermeld wordt dat de club tegen 2027 een vaste waarde wil zijn in 1e landelijke afdeling. De club kende in datzelfde jaar onmiddellijk successen met de promotie van zowel de heren en de dames naar tweede landelijke, mede door een fusie met Soba Antwerpen, dat opging in Mercurius. Naast de twee A-ploegen promoveerden ook de tweede damesploeg, de tweede herenploeg en de vierde herenploeg.